# Papenburgo
Papenburgo (en alemán: Papenburg, pronunciación: /ˈpaːpn̩ˌbʊʁk/ⓘ) es una ciudad alemana del estado de Baja Sajonia, ubicada en el distrito de Emsland. Tiene una población estimada, a fines de 2020, de 37 551 habitantes.
Situada junto al río Ems, es conocida por su gran astillero, el Meyer-Werft, que se especializa en la construcción de barcos de crucero.

## Geografía

### Distritos
Papenburgo está subdividido en siete distritos urbanos: Aschendorf, Bokel, Herbrum, Nenndorf, Tunxdorf, Untenende y Obenende.
|  | 1. Aschendorf 2. Herbrum 3. Tunxdorf 4. Nenndorf 5. Bokel 6. Untenende 7. Obenende |

## Historia

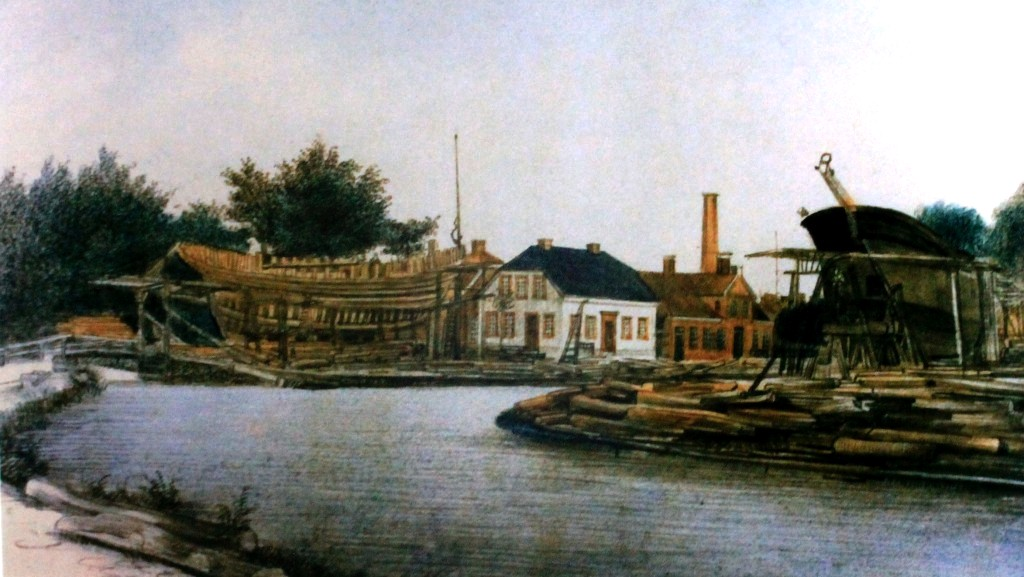
Hauptkanal a mediados del

En las "Crónicas de los Frisones", escritas en el siglo XVI por el concejal frisio-oriental Eggerik Benninga, Papenburgo (durante este tiempo una finca) es mencionado por primera vez. En 1458, Hayo von Haren, llamado "von der Papenburch", confiesa su preferencia por Papenburgo. El contrato que se realizó a partir de lo anterior es la mención documentaria verificable más antigua de Papenburgo.
El 2 de diciembre de 1630, el administrador del distrito, Dietrich von Velen, compró la finca por 1500 Reichstaler de Friedrich von Schwarzenberg para encontrar un establecimiento en la región circundante.
El 4 de abril de 1631, el obispo Ferdinand von Münster adquiere de Dietrich von Velen la finca de Papenburgo, que luego sería un castillo. Esto es considerado como la fundación de la ciudad de Papenburgo.
El Hauptkanal ("Canal Principal") es el eje central de la ciudad. 

### Papenburg durante el nazismo
En 1933 el nacional socialismo tomó el poder de la ciudad, al tiempo que columnas de las Juventudes Hitlerianas desfilaban por Deverpark al cántico de canciones antisemitas.
En ese momento comenzó una fuerte discriminación contra los judíos de Papenburg en clubes y eventos públicos. Se colocaron carteles que decían "No se buscan judíos" en los terrenos de los mercados entre mayo y agosto de 1933, entre otros lugares.  
Además, el 31 de marzo de 1933, hombres de las SA se posicionaron frente a las tiendas judías con un llamamiento al boicot para ahuyentar a los clientes. Muchos empresarios judíos de prestigio, como el reconocido matadero de Ruben Mindus o Isaak Polak, padre de Wilhelm Polak, tuvieron que cerrar sus negocios a más tardar en 1938 porque se les prohibía hacer cualquier negocio. 

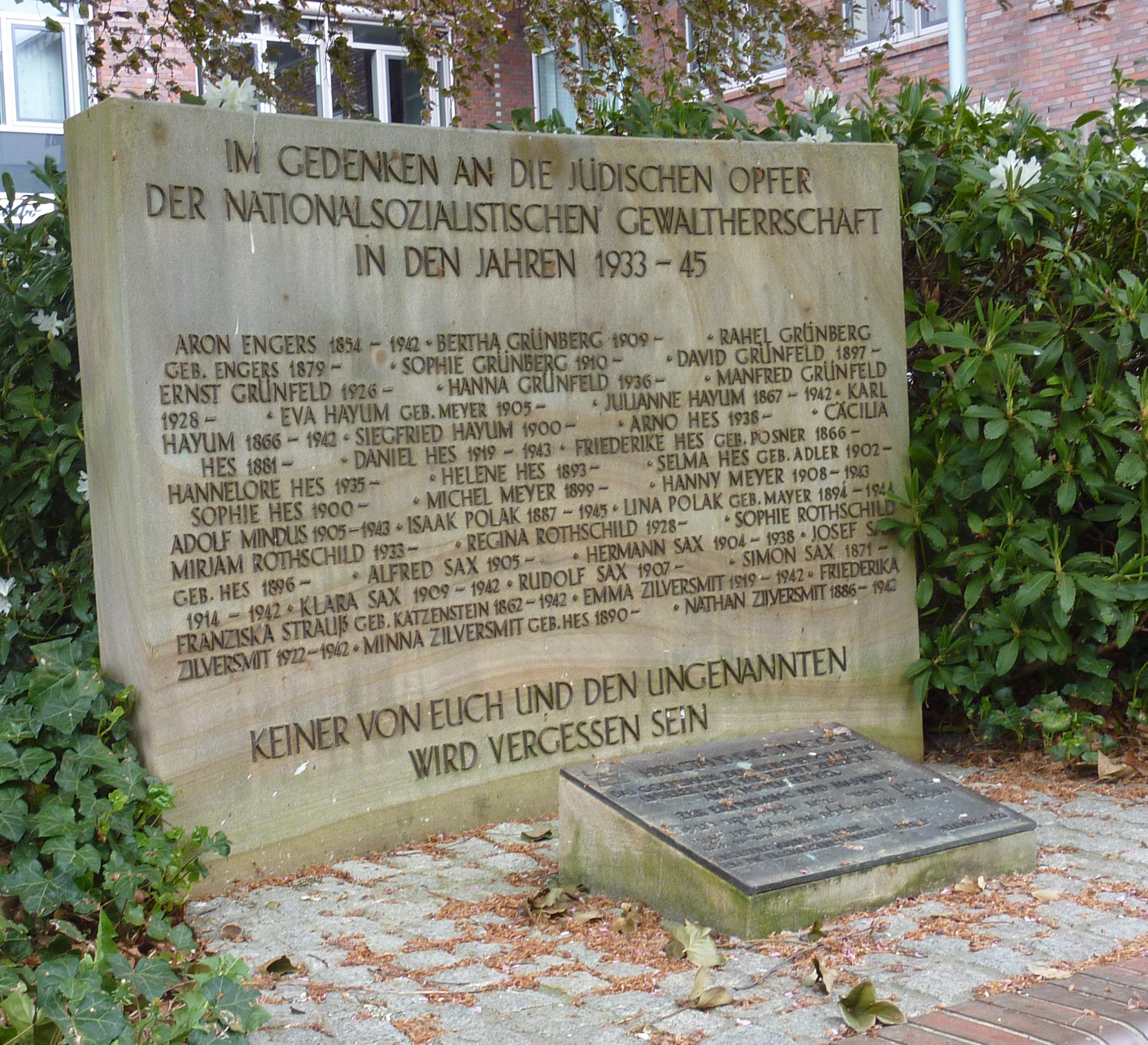
Papenburg Gedenkstein. Monumento a las víctimas del nazismo en Papenburg. Entre ellos se encuentran los prestigiosos empresarios Ruben Mindus e Isaak Polak.

Pocas horas antes de la noche del pogromo del 9 de noviembre de 1938, varones judíos, como Isaak Polak y Michel Meyer, fueron arrestados en Papenburg y llevados al campo de concentración de Oranienburg.
El terror abierto de los nacionalsocialistas estalló en Papenburg la noche del 9 al 10 de noviembre de 1938. A las 7.30 a. m., alrededor de 20 hombres de las SA comenzaron a destruir la sinagoga. Los cristales de las ventanas estaban rotos con una barra larga. Se forzó la puerta de entrada y se prendió fuego. Las SA llevaron barriles llenos de brea a la sinagoga, apilaron varios haces de paja sobre ellos, colocaron 6 rollos de la Torá encima y prendieron fuego a todo. La escuela judía del pueblo también fue masacrada esa misma noche.
Siguieron más acciones en las que edificios residenciales y comerciales judíos fueron saqueados e incendiados. Los bomberos tenían estrictamente prohibido apagar los incendios. Todas las posesiones y bienes debían ser entregados a la Gestapo.
Las posibilidades de las familias judías de escapar o emigrar eran limitadas porque desde el 15 de agosto de 1938, el jefe de policía de Papenburg, Schäfer, había exigido que se confiscaran todos los pasaportes de los ciudadanos judíos. Las solicitudes para obtener pasaportes fueron rechazadas. Algunos fueron internados en guetos, obligados a realizar trabajos de cultivo o a establecer campos de concentración. Sólo unos pocos lograron escapar a Holanda, tales como la familia Zilversmit. Pero ella también fue deportada a Auschwitz y asesinada durante la guerra de 1942. Lo mismo le ocurrió a Adolf Mindus, que huyó a Holanda en 1937 pero fue internado en Westerbork y asesinado en Auschwitz.
Los últimos judíos que quedaron en Papenburg fueron Aron Engers y el matrimonio Karl y Juliane Hayum del canal principal, quienes fueron llevados a Lathen en 1942 a una llamada "casa judía". La deportación y el asesinato se produjeron seis meses después en Theresienstadt. Lugar donde también fue abatido Joel Mindus, hijo del empresario Ruben Mindus.

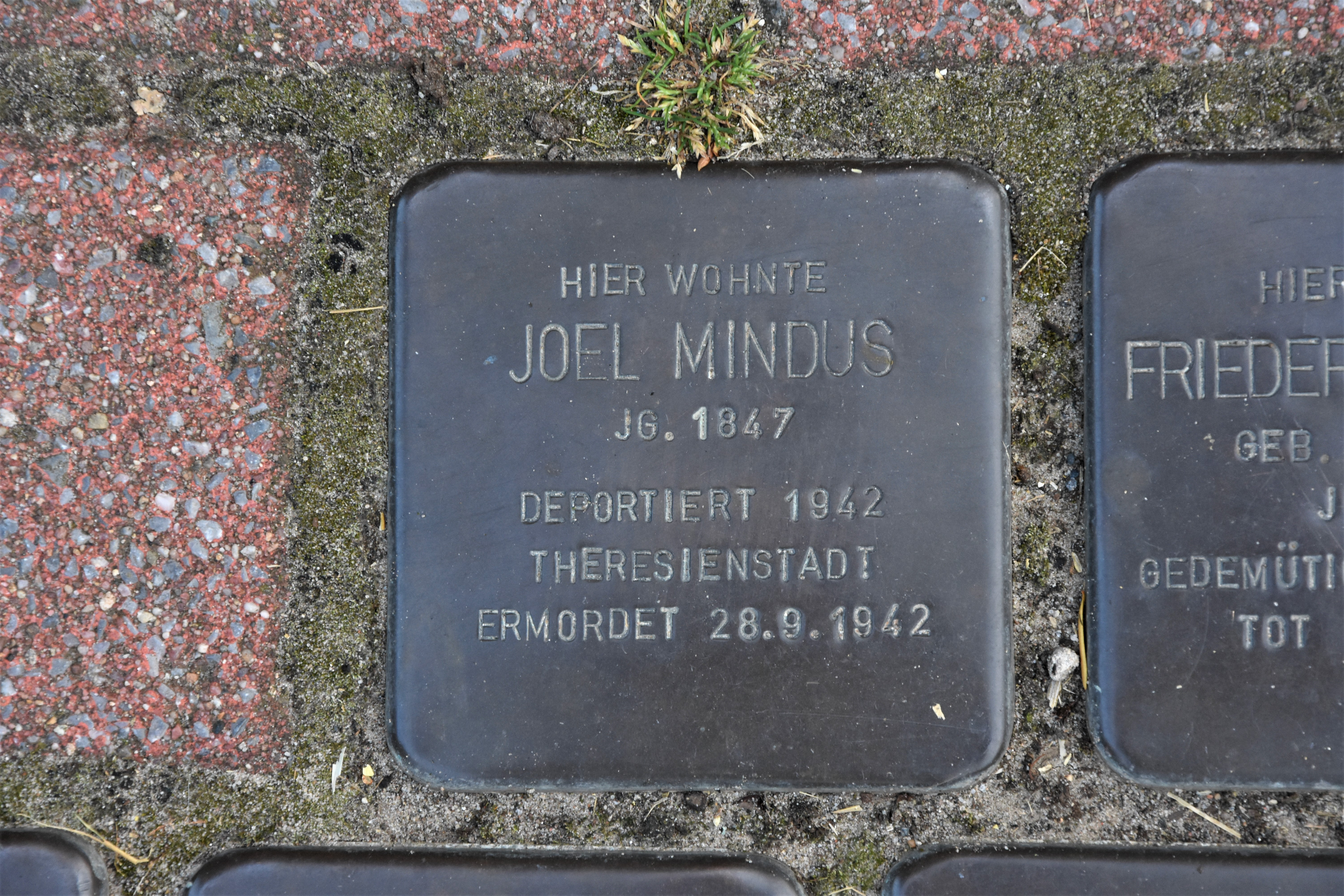
Placa conmemorativa a Joel Mindus, hijo del empresario de la carne Ruben Mindus, asesinado en Theresienstadt en 1942.

Uno de los pocos que sobrevivió fue Wilhelm Polak, que fue deportado con su familia al gueto de Riga y no regresó a Papenburg hasta 1949, donde al menos encontró a su hermana Ilse.

## Demografía
(siempre teniendo en cuenta el 31 de diciembre)
- 1998 - 33 671
- 1999 - 33 731
- 2000 - 34 096
- 2001 - 34 266
- 2002 - 34 403
- 2003 - 34 245
- 2004 - 34 440
- 2005 - 34 905
- 2006 - 34 137
- 2007 - 35 226
- 2008 - 35 268
- 2009 - 35 073
- 2010 - 35 032
- 2011 - 35 237
- 2012 - 35 749

## Edificios singulares

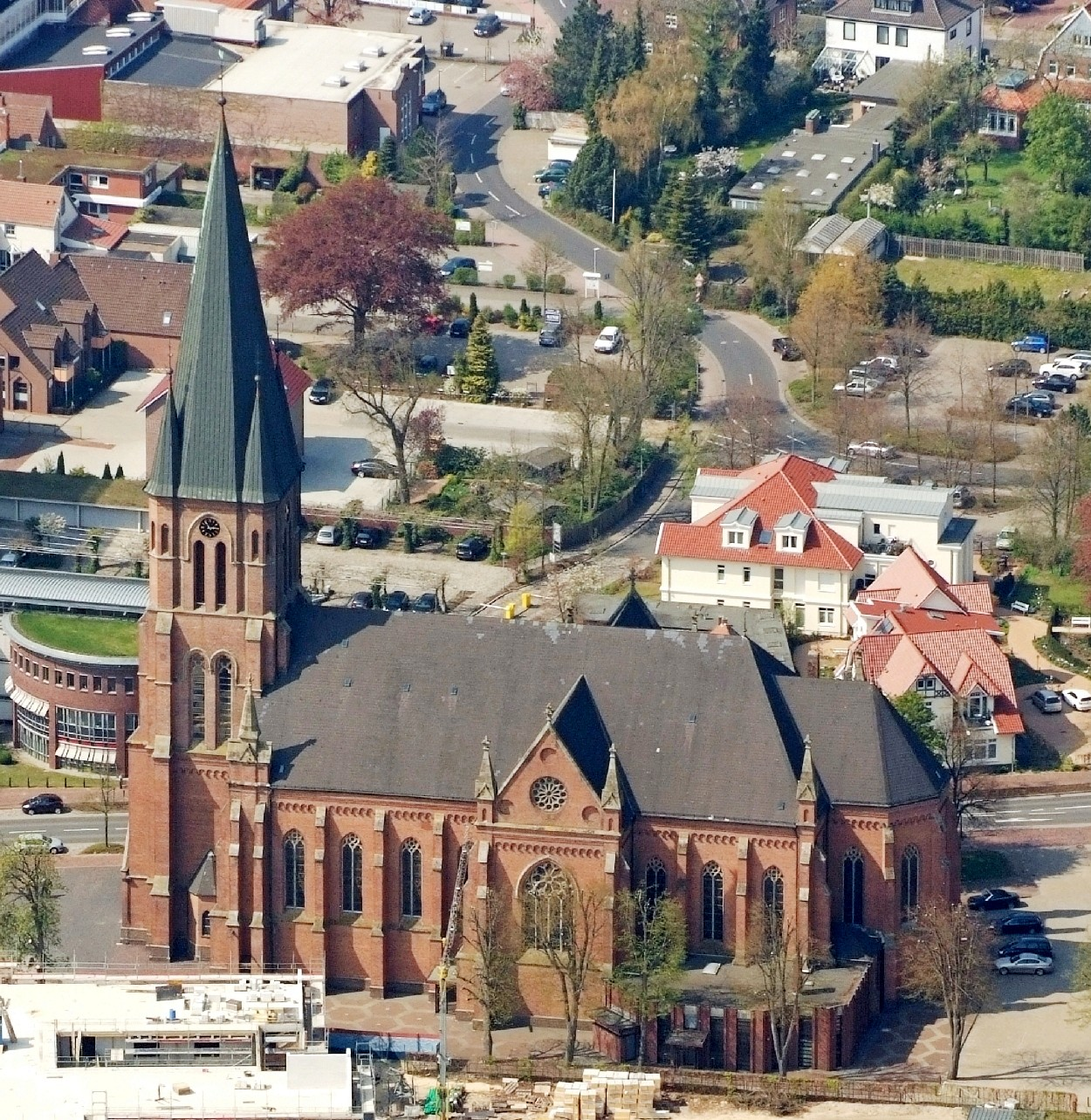
Iglesia de San Antonio

- El molino de Meyer, ubicado en el Hauptkanal de Papenburgo, es un molino de viento de tipo tradicional holandés en pleno funcionamiento. Fue construido en 1888 y totalmente restaurado en 1999. Hoy en día, es un museo que ofrece a los visitantes una vista panorámica desde su galería. Los visitantes pueden degustar ahí diferente tipo de pan, que es horneado de forma tradicional antigua.
- El Ayuntamiento de Papenburgo es un edificio que fue construido en estilo barroco e inaugurado en 1913. La sala de reuniones está decorada con frescos de la historia de la ciudad y con tallas de madera. Los relieves de la entrada recuerdan con sus máscaras y querubines al barroco flamenco. Delante del Ayuntamiento se encuentra el bergantín „Friederike de Papenburgo“, que es una réplica exacta de los antiguos barcos de madera construidos en su astillero; al igual que otros seis barcos que están anclados y distribuidos por los canales de la ciudad.
- La iglesia de San Antonio es la más antigua de la comunidad de Papenburgo. Fue construida del año 1873 hasta el año 1877 con 12 millones de ladrillos. Debido al suelo pantanoso de la zona, la mitad de los ladrillos fueron usados únicamente para su fundamento. La iglesia está construida en estilo arquitectónico neogótico y provista interiormente de un rico mural. Relativamente nuevos son los ventanales de las naves laterales del año 1965.

## Hermanamientos
- Rochefort (Francia, desde 1988)
- Pogranitchny (Rusia, desde 1995)